# Отишани
Отѝшани или Отишане (на македонска литературна норма: Отишани; на албански: Otishani) е село в Северна Македония, в община Дебър.

## География
Селото е разположено в областта Голо бърдо над Дебърското езеро до границата с Албания. Разположено е в широката долина на един малък и къс поток и има две махали – Горната махала или Варсовци и Долната махала или Присой. В долината на Мирешица е имало чифлик Йогленик, а при устието на реката е бил чифликът Миреш. Височините около селото са Старо гумно, Врабич, Висока кула. Нивите са в местностите Рецисте, Стара нива, Мартиница, Булки, Гура, Рамни, Краста. Около селото и най-вече на Върбич и Краста има малки гори. Селото има и два извора (кайнаци) Гущица и Стари Студенец. Поради липса на вода в миналото отишанци са купували вода от Мало Острени през река Мирешица.

## История
В XIX век Отишани е село в Дебърска каза на Османската империя. В „Етнография на вилаетите Адрианопол, Монастир и Салоника“, издадена в Константинопол в 1878 година и отразяваща статистиката на населението от 1873 година, Отишани (Otichani) е посочено като село с 27 домакинства, като жителите му са 36 помаци и 54 българи.
Отишани е от дюлгерските селища на Голо бърдо. Един от най-известните му първомайстори е бил Петко който се подписва като мимар, т.е. архитект. Негово дело е чудесната черква „Света Богородица“ изградена в 1848 година в град Дебър. Върху западния ѝ фронтон Петко се изобразява каменоделски релеф с по-сложна композиция.
Според статистиката на Васил Кънчов („Македония. Етнография и статистика“) в 1900 година Отишане има 25 жители българи християни и 240 българи мохамедани.
На Етнографската карта на Битолския вилает на Картографския институт в София от 1901 година Остишани е смесено село българи, помаци, албанци и турци в Дебърската каза на Дебърския санджак с 51 къщи.
Според секретаря на Българската екзархия Димитър Мишев („La Macédoine et sa Population Chrétienne“) в 1905 година в Отишани има 24 българи християни, всички екзархисти.
Според статистика на вестник „Дебърски глас“ в 1911 година в Отишани има 1 българска екзархийска къща и 42 помашки къщи. Според Георги Трайчев през 1911/1912 година в Опишани има 12 български къщи с 56 жители.
В рапорт на Павел Христов, главен български учител в Албания, и Григор Ошавков от 28 януари 1914 година се посочва, че в Отишани и Тучепи има 5 български къщи.
В 1915 година, по време на Първата световна война, селото е анексирано от Царство България. Към 1 март 1916 година Отишане е част от Требищката община на българската Дебърска околия.
В 1940 година Миленко Филипович пише, че в селото има 46 семейства, от които 43 мюсюлмани и 3 православни. То купно на две махали, като православните живеят отделно. Има две джамия, по една във всяка махала и две гробища – едното на Рамни под училището и второто На Църков под Умища. Под къщата на Якимович има голямо православно гробище обрасло вече с гора. Филипович записва предания, че селото е било православно, и че местните мюсюлмански родове са помюсюлманчени християни. В селото имало три църви, които към 1940 година са църквища обрасли с дървета: „Свети Никола“ над селото, „Света Петка“ с гробище на Стара нива и „Рождество Богородично“ над Долната махала. Малобройното православно население продължава да прави „малък панаир“ на Богородица и „голем панаир“ на Никулден. Според местните православни селото в миналото е било олямо и на ливадата при църквата Света Петка играели по четиридесет невести, но ги ударила чума и останали само три семейства. Някои православни семейства се изселили в Солун. Според Филипович старинни мюсюлмански родове са Абазовци и Батмановци (14 семейства), Джаферовци и Исмаиловци с клон Муратовци (9 семейства), Минчовци и Вейсиловци (7 семейства), Патовци (3 семейства), Байрамовци (2 семейства), Бакловци (2 семейства). Преселници има от Тучепи и от Торбач. Православни са Джоровци, 3 семейства в една къща със слава на Свети Никола и Малка Богородица, които се смятат за стар род в селото. Делят се на Якимовичи (2 семейства) и Митровичи.
Според преброяването от 2002 година селото има 530 жители.
| Националност | Всичко |
| македонци    | 302    |
| албанци      | 46     |
| турци        | 170    |
| роми         | 0      |
| власи        | 0      |
| сърби        | 0      |
| бошняци      | 0      |
| други        | 12     |

## Личности
Родени в Отишани
- Алмир Капланоски (р. 1983), скулптор и поет от Северна Македония